# Botafogo (metropolitana di Rio de Janeiro)
Botafogo è una stazione della linea 1 e 2 della metropolitana di Rio de Janeiro. È situata nel quartiere omonimo.

## Storia
La stazione fu attivata il 21 dicembre 1981.
Il 1° gennaio 2021 è stato riferito che la società MetrôRio, in piena crisi, ha venduto i diritti di denominazione della stazione alla multinazionale Coca-Cola (la cui sede brasiliana si trova nel quartiere) nel tentativo di aumentare le entrate, cosicché la stazione è stata ribattezzata Botafogo/Coca-Cola. 
Alla fine del 2022 il contratto per i diritti di denominazione è stato perfezionato e la stazione è tornata alla sua denominazione originale di Botafogo.

## Interscambi
Nelle vicinanze della stazione effettuano fermata diverse linee di autobus urbani, specie quelli diretti nel quartiere di Gávea.
- Fermata autobus